# Käthe Dorsch

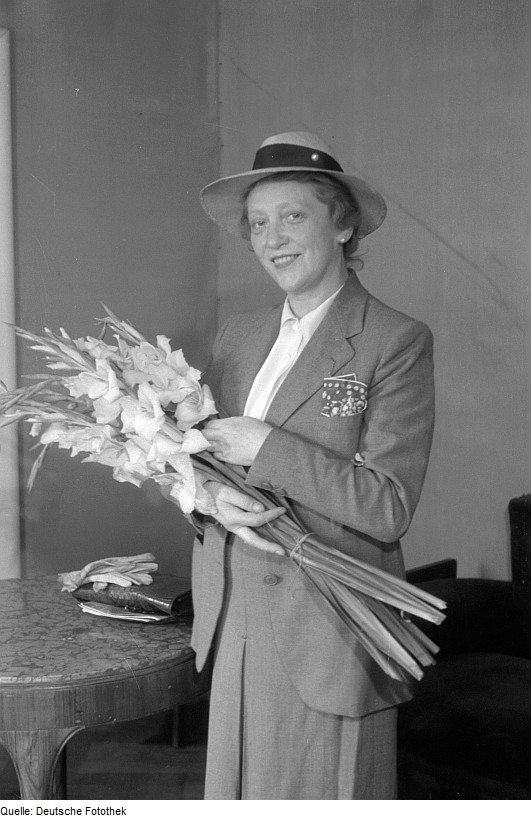
Käthe Dorsch (1946)

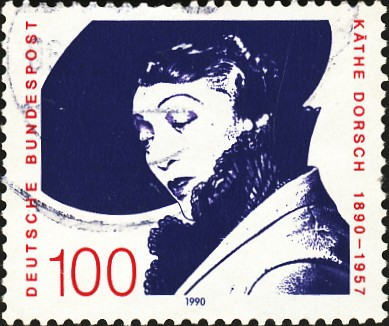
Käthe Dorsch auf einer Briefmarke der Deutschen Bundespost, 1990

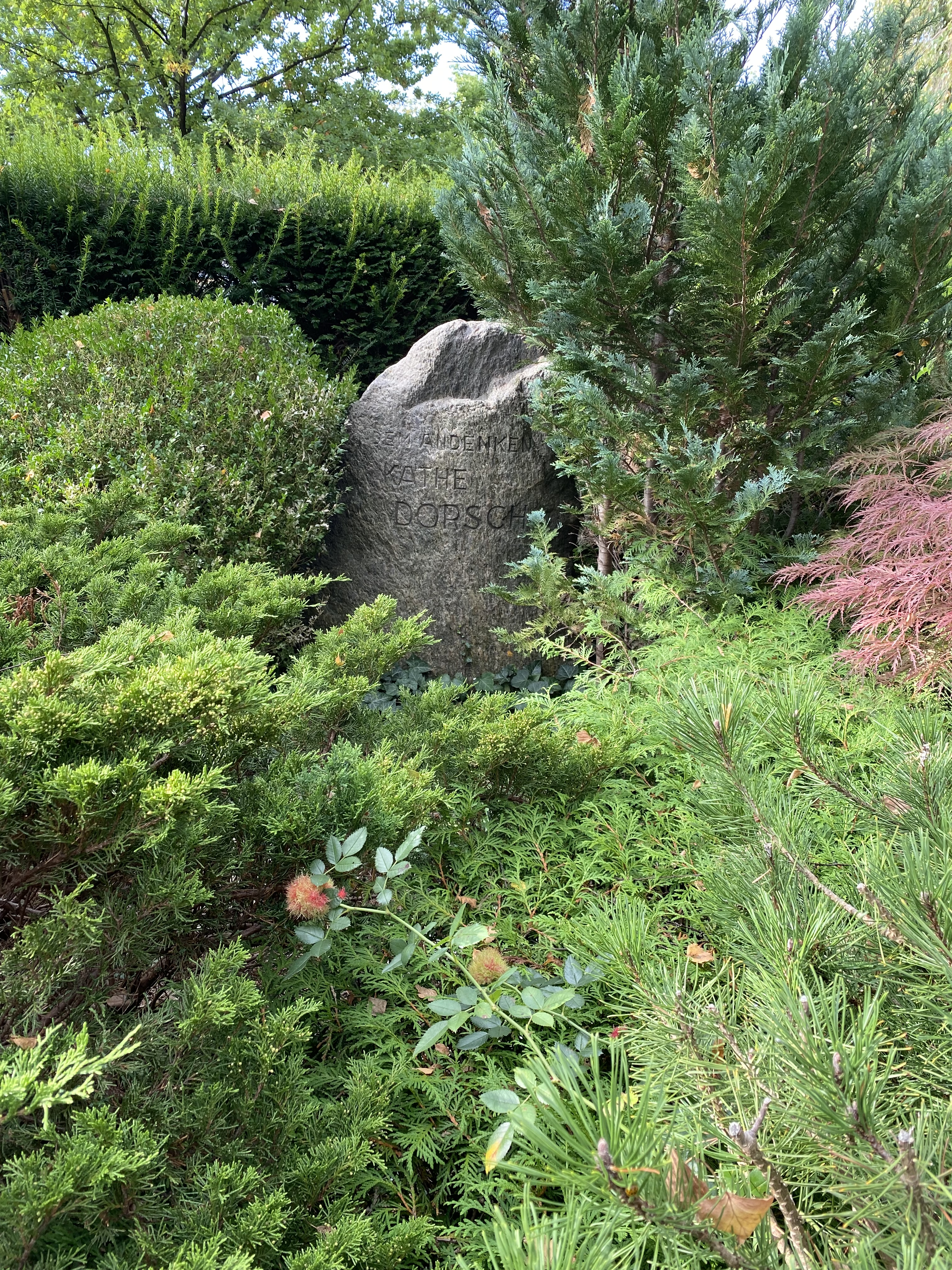
Gedenkstein Käthe Dorsch

Käthe Dorsch (* 29. Dezember 1890 in Neumarkt in der Oberpfalz als Katharina Dorsch; † 25. Dezember 1957 in Wien) war eine deutsche Schauspielerin.

## Leben
Am 29. Dezember 1890 um 17:30 Uhr wurde Katharina Dorsch als Tochter des Lebkuchenbäckers Christoph Dorsch und seiner Ehefrau Magdalena Dorsch, geborene Lindl, in Neumarkt in der Oberpfalz in der Unteren Marktstraße 26 geboren. 1893 zog die Familie Dorsch von Neumarkt nach Nürnberg. 1901 starb der Vater. Sie besuchte die Handelsschule, erhielt Klavierunterricht und sang fünfzehnjährig im Extrachor des Stadttheaters Nürnberg bei einer Aufführung von Die Meistersinger von Nürnberg.
In Nürnberg, dann in Hanau und Mannheim hatte sie vor allem in Operetten weitere Auftritte. Ihre erste große Rolle als Ännchen in Max Halbes Drama Jugend erhielt sie als Einspringerin für eine erkrankte Kollegin. Trotz ihrer eigentlich ablehnenden Haltung gegenüber der Operette entschloss sich Käthe Dorsch 1908 aus wirtschaftlichen Gründen, ein Engagement als Operettensoubrette in Mainz anzunehmen, und ging 1911 nach Berlin an das Neue Operettentheater. Weitere Engagements in Berlin erhielt sie am Residenztheater in der Blumenstraße, am Lessingtheater, am Deutschen Theater und am Schauspielhaus am Gendarmenmarkt. 1927 ging sie als Schauspielerin nach Wien und wirkte dort unter anderem am Volkstheater. Einen ihrer größten Erfolge feierte sie dann doch im Bereich der Operette an der Seite von Richard Tauber in der Titelrolle von Franz Lehárs Operette Friederike, die am 4. Oktober 1928 im Berliner Metropol-Theater uraufgeführt wurde. Im Jahr 1929 wurde Käthe Dorsch zum Vorstandsmitglied der neu gegründeten Vereinigung Berliner Bühnenkünstler gewählt. 1936 holte Gustaf Gründgens sie ans Staatstheater in Berlin; von 1939 bis zu ihrem Tod war sie Mitglied des Burgtheaters in Wien. Dorsch stand 1944 in der Gottbegnadeten-Liste des Reichsministeriums für Volksaufklärung und Propaganda. Ab 1946 spielte sie auch wieder an Berliner Bühnen.
Als Filmschauspielerin hatte sie bereits 1913 eine erste kleine Nebenrolle in dem Stummfilm Wenn die Taxe springt und wirkte bis 1924 in zahlreichen Filmen mit. Dann folgte eine Drehpause bis 1930, als der Tonfilm ihr bessere Ausdrucksmöglichkeiten bot. Sie verkörperte einige bedeutende Frauenfiguren wie Maria Theresia in Trenck, der Pandur und Caroline Neuber in Komödianten.
1920 heiratete sie in Berlin ihren Filmkollegen Harry Liedtke, von dem sie am 5. Januar 1927 rechtskräftig geschieden wurde. Sie blieb ihm über die Scheidung hinaus verbunden; seine Ermordung 1945 durch marodierende Sowjetsoldaten überwand sie nie. Ihre zeitweilige enge Beziehung zu Hermann Göring nutzte sie später für Interventionen zugunsten „rassisch“ oder politisch verfolgter Kollegen wie zum Beispiel des Kabarettisten Werner Finck, der 1935 aus dem KZ Esterwegen freikam.
1946 ohrfeigte Dorsch öffentlich den damals 24-jährigen Theaterkritiker des Berliner Kuriers, Wolfgang Harich, wegen einer schlechten Kritik. 1951 ohrfeigte sie Alexander Trojan, weil er sich über Personen, die im Sternzeichen Steinbock geboren waren, lustig gemacht hatte. 1956 löste sie ein größeres Medienecho aus, als sie auch den österreichischen Theaterkritiker Hans Weigel vor dessen Wiener Stammcafé ohrfeigte. In dem von Weigel daraufhin angestrengten Theaterprozess – Weigel ließ sich vom späteren Justizminister Christian Broda vertreten – wurde sie zu 500 Schilling Strafe verurteilt. 1957 war sie bereits schwer erkrankt, als sie am Wiener Burgtheater in Maria Stuart die Elisabeth an der Seite von Paula Wessely als Maria spielte. Mit dieser Produktion nahm sie Anfang Oktober des Jahres bei den Berliner Festwochen „triumphalen“ Abschied von der Bühne. Am ersten Weihnachtsfeiertag 1957 erlag Käthe Dorsch im Alter von fast 67 Jahren in einer Wiener Klinik einem Leberleiden.
Käthe Dorsch, der „das gesamte Theater der Welt“ gehörte, wurde nach Überführung des Leichnams am 30. Dezember 1957 auf dem Friedhof der Dorfkirche Pieskow am Scharmützelsee im Grab ihrer Mutter bestattet. Ein Gedenkstein befindet sich auf dem Friedhof Dahlem.
Ihre Hinterlassenschaft bestimmte sie für die Errichtung einer (noch heute bestehenden) „Stiftung zur Unterstützung von bedürftigen Angehörigen künstlerischer Berufe“, der Käthe-Dorsch-Stiftung in Berlin-Charlottenburg. Die von ihr 1938 erworbene Liegenschaft in Schörfling am Attersee, die später Dorschvilla genannt wurde, beherbergt heute eine Kunstgalerie.

## Auszeichnungen und Ehrungen
- 1936 Staatsschauspielerin[20]
- 1953 Kunstpreis der Stadt Wien
- 1962 wurde in Wien-Penzing (14. Gemeindebezirk) die Käthe-Dorsch-Gasse nach ihr benannt.
- 1966 wurde in der Berliner Gropiusstadt die Straße Nr. 500 in „Käthe-Dorsch-Ring“ umbenannt.
- Im Stadtteil Burgweinting von Regensburg ist ein Weg nach ihr benannt.[21]

## Filmografie (Auswahl)
- 1913: Wenn die Taxe springt
- 1913: Lebenskurve
- 1914: Der Salzgraf von Halle
- 1916: Der Sekretär der Königin
- 1916: Ein tolles Mädel
- 1916: Dick Carter
- 1917: Die Memoiren des Satans, 1. Teil: Dr. Mors
- 1917: Die Memoiren des Satans, 2. Teil: Fanatiker des Lebens
- 1917: Ballzauber
- 1917: Das fidele Gefängnis
- 1917: Der Blusenkönig
- 1917: Der Fluchbeladene
- 1917: Die Kunst zu heiraten
- 1917: Ein Jagdausflug nach Berlin
- 1917: Eine Walzernacht
- 1917: Dornröschen
- 1917: John Riew
- 1917: Frau Lenes Scheidung
- 1918: Amor in der Klemme
- 1918: Erborgtes Glück
- 1918: Sein letzter Seitensprung
- 1918: Der junge Goethe. Der Sohn der Götter
- 1918: Die blaue Mauritius
- 1919: Moral und Sinnlichkeit
- 1919: Vendetta
- 1919: Erborgtes Glück
- 1920: Der Gefangene
- 1920: Der Schauspieler der Herzogin
- 1920: Klatsch
- 1920: Können Gedanken töten?
- 1921: Fräulein Julie
- 1930: Die Lindenwirtin
- 1931: Drei Tage Liebe
- 1936: Savoy-Hotel 217
- 1936: Eine Frau ohne Bedeutung
- 1938: Yvette. Die Tochter einer Kurtisane
- 1938: Es leuchten die Sterne
- 1939: Mutterliebe
- 1939: Morgen werde ich verhaftet
- 1939: Irrtum des Herzens
- 1940: Trenck, der Pandur
- 1941: Komödianten
- 1944/48: Fahrt ins Glück
- 1947: Singende Engel
- 1949: Der Bagnosträfling
- 1949: Das Kuckucksei
- 1956: Regine

## Theater
- 1928: Gerhart Hauptmann: Rose Bernd – Regie: Karlheinz Martin (Lessingtheater Berlin)
- 1929: Leonhard Frank: Karl und Anna (Anna) – Regie: Erich Engel (Schauspielhaus Berlin)
- 1930: Alfred Neumann: Haus Danieli (Großherzogin) – Regie: Erich Engel (Lessingtheater Berlin)
- 1930: Hans Müller: Die Flamme – Regie: Alfred Lind (Lessingtheater Berlin)
- 1932: Marcel Pagnol: Fanny (Fanny) – Regie: Heinz Hilpert (Theater Volksbühne am Bülowplatz Berlin)
- 1933: Marcel Pagnol: Zum goldenen Anker (Fanny) – Regie: Heinz Hilpert (Theater Volksbühne am Bülowplatz Berlin)
- 1933: William Shakespeare: Der Widerspenstigen Zähmung – Regie: Heinz Hilpert (Volksbühne Theater am Horst Wessel Platz Berlin)
- 1936: Carlo Goldoni: Mirandolina – Regie: Hans Leibelt (Staatstheater – Kleines Haus Berlin)
- 1937: Alexandre Dumas der Jüngere: Die Kameliendame (Marguerite Gautier) – Regie: Gustaf Gründgens (Staatstheater – Kleines Haus Berlin)
- 1946: Leonore Coffee, William Joyce Cowen: Eine Familie (Maria) – Regie: Paul Bildt (Max Reinhardts Deutsches Theater Berlin)
- 1946: George Bernard Shaw: Kapitän Brassbounds Bekehrung (Lady Cilcely) – Regie: Gustaf Gründgens (Max Reinhardts Deutsches Theater Berlin – Kammerspiele)
- 1947: Johann Wolfgang von Goethe: Stella (Cäcilie) – Regie: Ludwig Berger (Max Reinhardts Deutsches Theater Berlin – Kammerspiele)
- 1947: John Van Druten: So war Mama (Mama) – Regie: Ludwig Berger (Hebbel-Theater Berlin)
- 1949: Guy Bolton, W. Somerset Maugham: Theater – Regie: ? (Komödie am Kurfürstendamm Berlin)
- 1952: Knut Hamsun: Vom Teufel geholt (Julia, alternde Schauspielerin) – Regie: Lothar Müthel (Schiller Theater Berlin)
- 1952: Gerhart Hauptmann: Der Biberpelz (Mutter Wolff) – Regie: Karl-Heinz Stroux (Schlosspark Theater Berlin)
- 1953: Eduardo De Filippo: Philomena Marturano – Regie: Boleslaw Barlog (Schlosspark Theater Berlin)
- 1953: Noël Coward: Wechselkurs der Liebe – Regie: Kurt Raeck (Renaissance-Theater Berlin)
- 1954: Ferdinand Bruckner: Elisabeth von England – Regie: Boleslaw Barlog (Schiller Theater Berlin)
- 1954: Gerhart Hauptmann: Die Ratten – Regie: Karl-Heinz Stroux (Schiller Theater Berlin)
- 1954: Ugo Bettl: Die Ziegeninsel (Agata) – Regie: Karl-Heinz Stroux (Schlosspark Theater Berlin)
- 1955: Christopher Fry: Das Dunkel ist licht genug – Regie: Karl-Heinz Stroux (Schiller Theater Berlin)
- 1956: Friedrich Schiller: Maria Stuart (Elisabeth) – Regie: Leopold Lindtberg (Burgtheater Wien)
- 1957: Sidney Howard: Die Silberschnur (Mutter Phelps) – Regie: (Ludwig Berger) (Renaissance-Theater Berlin)